# Moses Orimolade Tunolase
Moses Orimolade Tunolase (* um 1879 in Ikare; † 19. Oktober 1933) war ein nigerianischer Prediger und wichtige Persönlichkeit der Aladura-Bewegung, namentlich Mitgründer der „Cherubim and Seraphim Society“. Von seinen Anhängern wird er als Prophet und Heiliger verehrt.

## Leben und Wirken
Moses Orimolade, Sohn des Tunolase, wurde um 1879 in Ikare im Westen Nigerias als Sohn von Yoruba-Eltern geboren. Aufgrund einer Krankheit in seiner Kindheit hatte er zeit seines Lebens Lähmungserscheinungen an beiden Beinen, weswegen er später auf seinen evangelistischen Reisen häufig getragen werden musste. In den 1890ern konvertierte der mit dem Ifá-Orakel aufgewachsene Orimolade zum Christentum. Er begann als Wanderprediger umherzuziehen und besuchte während der Spanischen Grippe zwischen 1918 und 1919 mehrere Städte im Westen und Norden Nigerias.
Im Juli 1924 kam er nach Lagos und konzentrierte sein Wirken auf diese Stadt. Im Juni 1925 wurde er vom Vater der siebzehnjährigen Christiana Abiodun Akinsowon beauftragt, für seine Tochter zu beten, um sie aus einem langen Trancezustand zu befreien. Dass sie nach seinen Gebeten wieder zu sich kam, führte zu einem Anhängerzuwachs. Akinosowon schloss sich ihm an und gemeinsam organisierten sie Gebetstreffen, die Hilfesuchende von Krankheiten heilen und ihre Probleme lösen sollten. Auf dieser Basis entstand 1925 die „Egbe Serafu“ („Seraphim Society“) als interkonfessionelle Gruppe, die 1927 in „Cherubim and Seraphim Society“ umbenannt werden sollte.
Orimolade wurde von seinen Anhängern „Baba Aladura“ (betender Vater) genannt. Sein langes weißes Kleid sollte später zum Markenzeichen der Bewegung werden. Der zölibatär und asketisch lebende Orimolade beschwor die Wirksamkeit von Gebeten, den Glauben an Gott, die Kraft des Heiligen Geistes und die Entsagung vom Götzendienst und anderer Sünden. Er war arm und nahm kein Geld für Gebete an.
Im Jahr 1926 organisierte Orimolade die „Praying Band“, hochrangige Mitglieder der Society, die in Gruppen ausgesandt wurden, um für Kranke und Hilfesuchende Fürbitte zu halten, ohne dafür Entgelt anzunehmen. Er schickte Evangelisierer auf Mission in Yoruba-Städte, wo sich die Bewegung rasch ausbreiten konnte.
1928 wurden persönliche Differenzen zwischen dem alternden Orimolade und der jungen, gebildeten Abiodun deutlich, vor allem als Abiodun gegen den Widerstand von Orimolade offiziell als Mitgründerin der Gruppe anerkannt werden wollte. Abiodun konnte vorwiegend die jüngeren Männer der Gruppe unter sich versammeln und es kam bis zu körperlichen Angriffen auf Orimolade und seine eher älteren Anhänger, die Abiodun aufforderten, ihre eigene Gemeinschaft zu gründen. Dies führte im März 1929 zu einem Schisma der Gruppe. Abiodun führte die „Cherubim and Seraphim Society“ weiter, während Orimolade den „Eternal Sacred Order of the Cherubim and Seraphim“ gründete. Vor seinem Tod am 19. Oktober 1933 bestimmte er Abraham Onanuga zu seinem Nachfolger.